# Giuseppe Marcozzi
Giuseppe Marcozzi (Ascoli Piceno, 24 marzo 1873 – Teano, 21 aprile 1940) è stato un vescovo cattolico italiano.

## Biografia
Monsignor Giuseppe Marcozzi nasce il 24 marzo 1873 ad Ascoli Piceno. I suoi genitori si trasferirono per motivi di lavoro nell'omonima provincia delle Marche dal 1870 dopo aver vissuto cinque anni presso Arsita, a quei tempi chiamato ancora Bacucco, piccolo comune italiano presente in Abruzzo in provincia di Teramo.
Entrato in seminario per la Diocesi di Ascoli Piceno, riceve l'ordinazione presbiterale il 25 marzo 1900, nonché giorno successivo del suo ventisettesimo compleanno, nella Cattedrale di Sant'Emidio dal vescovo Ortolani Bartolomeo.
Dopo aver retto rispettivamente le comunità parrocchiali di Cagnano, Centrale e Torre Santa Lucia, entrambe frazioni di Acquasanta Terme, svolge il ruolo di vicario generale della diocesi per un certo periodo.
Il 14 agosto 1926 viene nominato vescovo di Calvi e Teano da Papa Pio XI, ma la nomina pubblica per la sua rispettiva diocesi verrà annunciata ufficialmente il 6 dicembre dello stesso anno nella Cattedrale di Ascoli Piceno dal vescovo Apollonio Maggio.
Riceve la consacrazione episcopale nella stessa cattedrale due giorni dopo dal cardinale toscano Raffaele Carlo Rossi, arcivescovo titolare di Tessalonica, coconsacranti Emidio Trenta, vescovo di Viterbo e Tuscania, e Luigi Ferri, vescovo di Ripatransone.
Monsignor Apollonio Maggio annuncia ufficialmente la nomina di Monsignor Marcozzi mediante una lettera da lui stesso scritta, in cui riporta anche le sue informazioni riguardante le sue rispettive condizioni di salute, migliorate dal ritorno del territorio veneto, luogo presso il quale le riacquista.
Nel 1928, Monsignor Marcozzi realizza con le proprie spese la prima campana della Cattedrale di Calvi Risorta, contenente l'immagine di San Casto e della Madonna Assunta, campana fondamentale dal punto di vista storico, che consentì la nascita delle successive fino al raggiungimento della sesta.
La presenza del vescovo Marcozzi all'interno della diocesi casertana di cui Papa Ratti lo ha affidato, fu pienamente importante per diverse prospettive e per le decisioni che lui stesso prese. Lo stesso vescovo Marcozzi, pertanto, consentì la realizzazione di un importantissimo sinodo diocesano e di due congressi eucaristici, di cui il primo realizzato a Pignataro Maggiore nel 1929 e il secondo portato a termine tre anni dopo a Teano.
Per la diocesi, oltre a realizzare il sinodo diocesano e i congressi eucaristici, consentì la ricostruzione del seminario che fu inaugurato nell'anno 1927 per aiutare i seminaristi, in particolar modo coloro che erano privi di mezzi. Inoltre, istituì l'Opera delle Vocazioni e comprò il palazzo Collesano coerente al seminario per il raggiungimento della casa del clero.
La sua guida come vescovo di Calvi e Teano si pone nella scia del predecessore Calogero Licata, vescovo che guidò la diocesi di Calvi e Teano dal 1916 al 1924.
Monsignor Giuseppe Marcozzi muore a Teano il 21 aprile 1940, all'età di sessantasette anni.

## Genealogia episcopale
La genealogia episcopale è:
- Cardinale Scipione Rebiba
- Cardinale Giulio Antonio Santori
- Cardinale Girolamo Bernerio, O.P.
- Arcivescovo Galeazzo Sanvitale
- Cardinale Ludovico Ludovisi
- Cardinale Luigi Caetani
- Cardinale Ulderico Carpegna
- Cardinale Paluzzo Paluzzi Altieri degli Albertoni
- Papa Benedetto XIII
- Papa Benedetto XIV
- Papa Clemente XIII
- Cardinale Marcantonio Colonna
- Cardinale Giacinto Sigismondo Gerdil, B.
- Cardinale Giulio Maria della Somaglia
- Cardinale Carlo Odescalchi, S.I.
- Cardinale Costantino Patrizi Naro
- Cardinale Lucido Maria Parocchi
- Papa Pio X
- Cardinale Gaetano De Lai
- Cardinale Raffaele Carlo Rossi, O.C.D.
- Vescovo Giuseppe Marcozzi